# Eric Granholm
Eric Granholm, född 25 januari 1711 i Tuna församling i Medelpad , död 26 januari 1776 i Värmdö församling, var en svensk präst.
Granholm var son till kyrkoherde Jonas Granholm och Margareta Eriksdotter Plantin samt dotterson till Ericus Olai Plantin. Granholm blev magister 1740 och prästvigdes samma år efter kallelse till huspredikant hos den holsteinske envoyén i Stockholm Johann Pechlin, vars privatsekreterare han blev. I agitationen för tronföljarvalet vid 1742/43 års riksdag arbetade Granholm först för holsteinska partiet; sedan övergick han i det danska sändebudet Gustav Grüners tjänst. Han var gift 1743 med Johanna Eva Christina Linderstolpe, vars far var läkaren Johan Lindestolpe. Han tvingades i landsflykt till Danmark samma år, när hans agitations revolutionära innebörd blev känd. Härifrån idkade han spionage för svenska beskickningens räkning och fick därigenom bland annat Carl Gustaf Tessins beskydd samt erhöll 1749 Värmdö pastorat.